# Jack in the Box
Jack in the Box es una franquicia de restaurantes especializada en comida rápida, fundada en 1951 por Robert O. Peterson. El área de negocio de la empresa está concentrada en la costa oeste y el sur de Estados Unidos, donde cuenta con más de 2000 restaurantes.

## Historia
Los orígenes de la cadena se remontan a 1941, cuando Robert  Peterson abrió un restaurante de comida en San Diego llamado Topsy's Drive-In. La decoración del local estaba inspirada en un circo, y sirvió como modelo para su negocio. En 1951, Peterson inauguró un restaurante con la cabeza de un payaso gigante en la parte superior del edificio, imitando una caja de sorpresas. El propietario llamó a ese local Jack in the Box, y pronto implantó esa denominación en sus otros locales.
El restaurante tuvo éxito por su servicio de pedidos en coche. Para acelerar la preparación de los menús, el consumidor contaba con un interfono en el que pedir su comida y una ventanilla de pedidos para recogerla, en lugar de una sola ventana. La eficiencia de este servicio tuvo éxito comercial, fue emulada por otros restaurantes de comida rápida, y permitió que Peterson pudiera abrir hasta 180 locales en distintas ciudades de la Costa Oeste. En lugar de implementar un sistema de franquicias, todos los locales Jack in the Box estaban controlados por un conglomerado dirigido por el fundador, llamado Foodmaker Co. 
En 1968, Peterson vendió su empresa a la multinacional Ralston Purina, que aceleró el crecimiento de la compañía al introducir un sistema de franquicia e incrementó la inversión publicitaria. Sin embargo, los planes de la expansión a la Costa Este del país fracasaron, y el grupo comenzó a atravesar problemas por la fuerte competencia de franquicias como McDonald's. Para evitarlo, los propietarios anunciaron en 1980 una mayor variedad en el menú y una completa remodelación de la imagen corporativa, eliminando al payaso (hasta entonces símbolo de la empresa) de todos sus restaurantes. Foodmaker trató incluso de cambiar el nombre de la empresa a mediados de la década, aunque finalmente no lo llevó a cabo.
Cuando la compañía superó los 900 restaurantes, Ralston Purina consideró que no era una inversión esencial, por lo que en 1987 convirtió a Foodmaker en una sociedad anónima y la puso a la venta. Jack in the Box continuó funcionando bien hasta 1992, cuando la recesión económica afectó a su crecimiento y entró en números rojos. Sin embargo, la empresa entró en una grave crisis en 1993, después de que cuatro niños murieran y cerca de 600 personas enfermaran por una epidemia de Escherichia coli, producida por carne en mal estado. Jack in the Box tuvo que cerrar decenas de restaurantes, y su situación económica empeoró cuando la agencia de calificación Moody's bajó su rating a bono basura.
Para arreglar su difícil situación, Jack in the Box introdujo un reglamento para todas sus franquicias sobre preparación de alimentos, y todos sus alimentos debían pasar el proceso de Análisis de Peligros y Puntos de Control Críticos para garantizar la seguridad alimentaria. En vista de que su imagen también había resultado dañada, Foodmaker recuperó en 1995 al payaso como su mascota, con una campaña publicitaria nacional en la que Jack, nombre del payaso, se "convertía" en el consejero delegado. La empresa continuó realizando campañas publicitarias originales, y a mediados de la década abrió nuevas cadenas de locales como JBX Grill o  Qdoba Mexican Grill, especializado en cocina.
Con el paso del tiempo, la empresa remontó su situación económica y se concentró en la Costa Oeste y Sur de Estados Unidos, descartando la apertura de locales en el Este. En 2009 cambió su imagen corporativa para resaltar el nombre Jack.

## Productos
Jack in the Box compite directamente con las grandes franquicias de comida rápida estadounidenses como McDonald's, Wendy's o las pertenecientes al conglomerado Yum! Brands. La cadena está especializada en hamburguesas de carne de vacuno, pollo y pescado. Sin embargo, su carta de menús incluye también platos como tacos, burritos y ensaladas.
En algunos estados del país hay menús diferentes, adaptados a la cultura gastronómica de cada zona, y también hay platos de edición limitada, en días señalados como Navidad, Acción de Gracias o San Patricio.